# RPG-2
El RPG-2 (''Ruchnoy Protivotankovy Granatomyot-2''), fue el primer lanzagranadas antitanque de la Unión Soviética.

## Desarrollo
El RPG-2 es un arma antitanque portátil, disparada desde el hombro. Las principales características del RPG-2 son su robustez, simplicidad y bajo costo. Sin embargo, su corto alcance e imprecisión hicieron que eventualmente sea reemplazado por el más eficaz RPG-7. Ampliamente distribuido a los aliados de la Unión Soviética, también fue producido bajo licencia por otros países, inclusive China y Vietnam del Norte. Fue muy utilizado contra el Ejército estadounidense en la guerra de Vietnam, siendo las variantes vietnamitas el B-40 (bazuca de 40 mm) y B-50.
Derivado parcialmente del Panzerfaust 250 experimental alemán, desarrollado en 1947 y suministrado por primera vez al Ejército Rojo en 1949, el RPG-2 era desplegado en escuadras de Infantería. Aunque el RPG-2 podía ser utilizado por un hombre, la práctica militar estándar era un equipo de dos hombres: un granadero que transportaba el lanzagranadas y llevaba una mochila especial con tres granadas, y un cargador armado con un fusil de asalto y llevando otra mochila con tres granadas.
La granada para el RPG-2 es la PG-2. Cuando su carga propulsora es encendida por la cápsula fulminante, ésta arde rápidamente y lanza la granada a unos 200 m. La detonación de la carga propulsora tiene lugar dentro del tubo lanzador. El motor cohete de combustible sólido no fue utilizado hasta el desarrollo del RPG-7, entrando en servicio como el cohete PG-7.

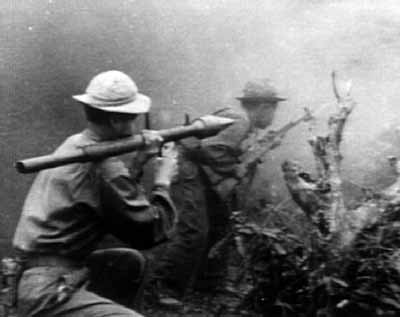
Soldado norvietnamita con un B-40 (RPG-2), 1968.

## Descripción

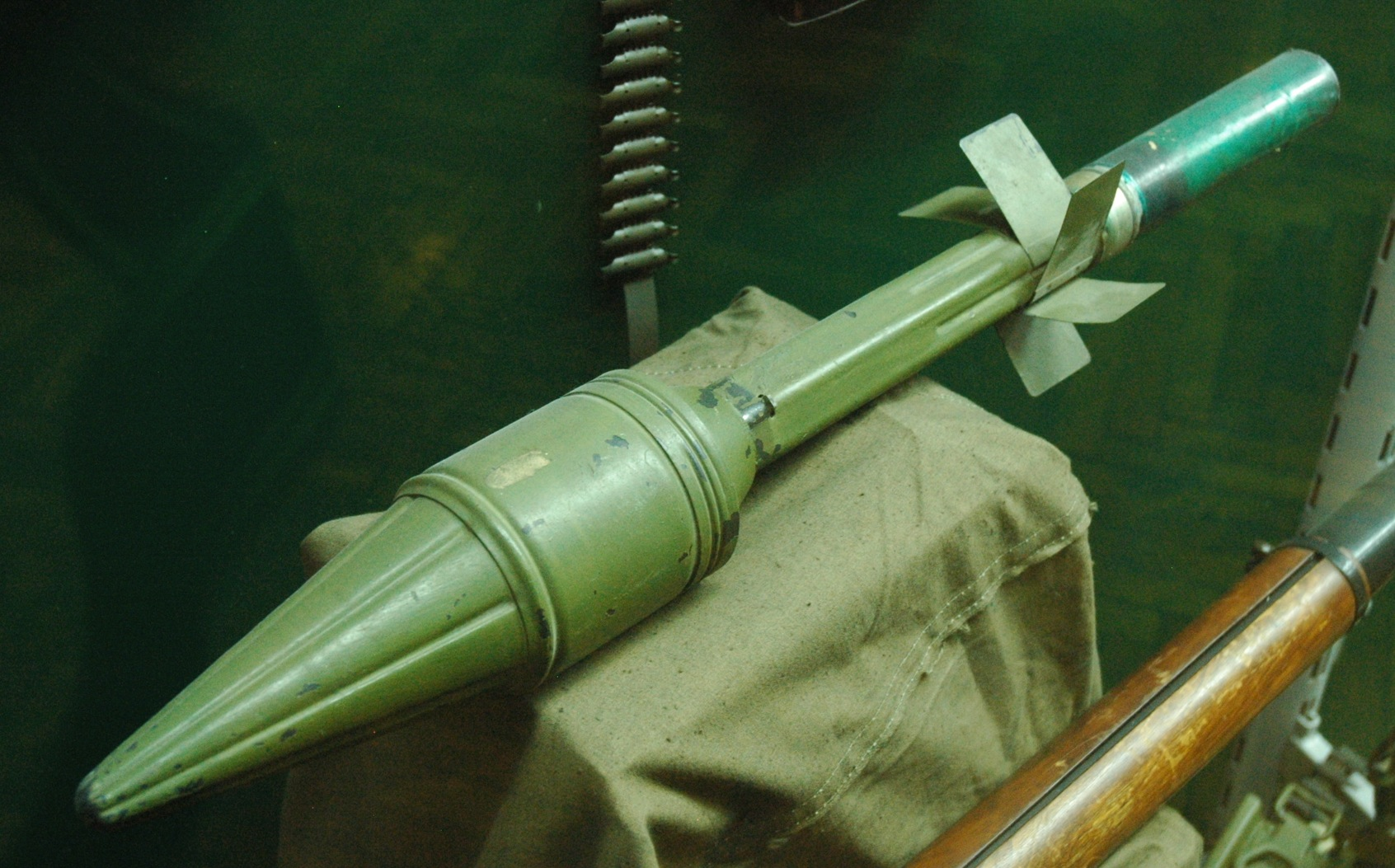
Una granada PG-2 HEAT.

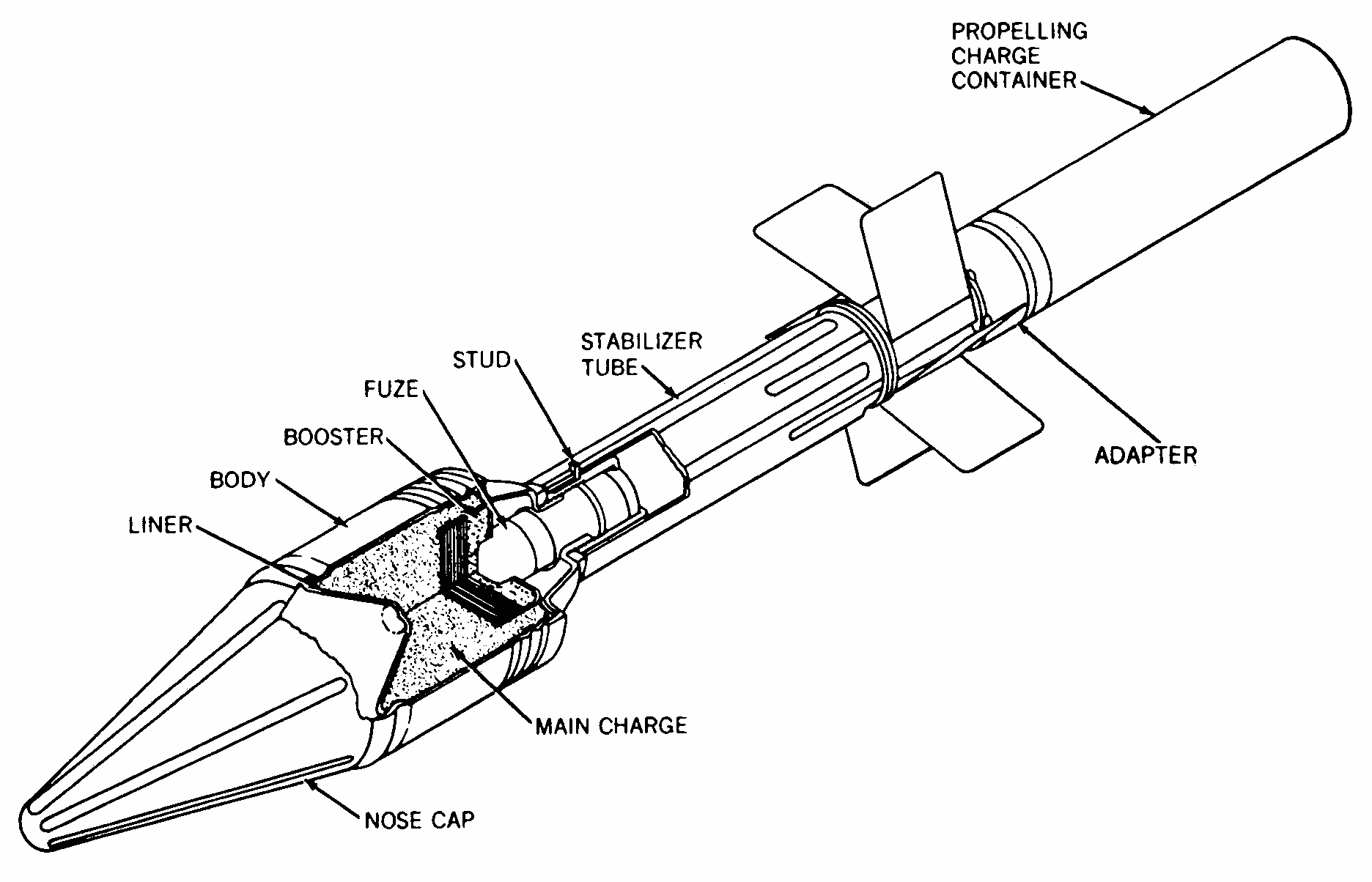
Corte esquemático de una granada PG-2.

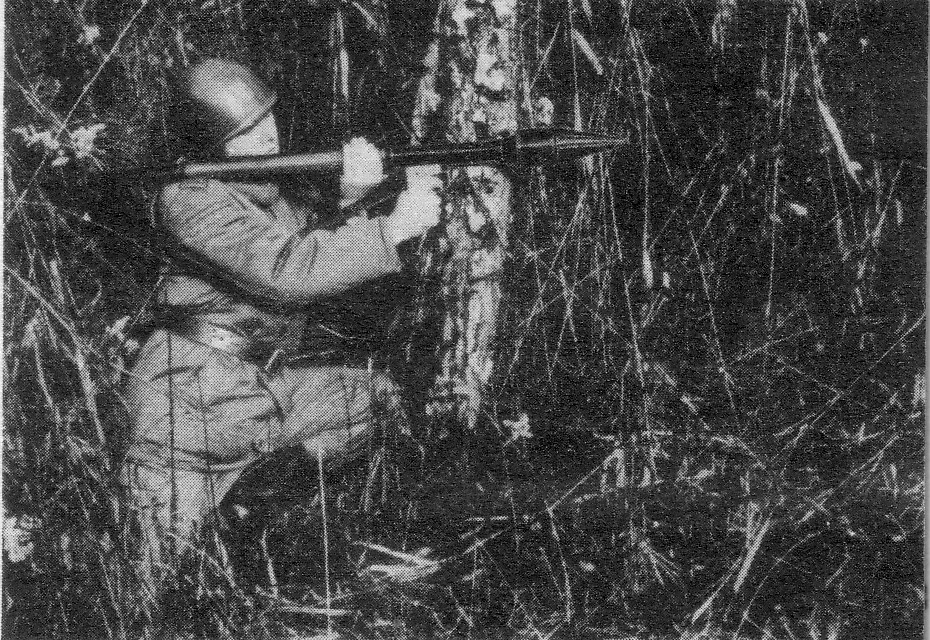
Soldado polaco apuntando un RPG-2.

El lanzagranadas antitanque RPG-2 es un sencillo tubo de acero con un diámetro de 40 mm, donde se inserta la granada PG-2. La cola de la granada va dentro del tubo lanzador. El diámetro de la ojiva de la PG-2 es de 82 mm. La parte central del tubo lanzador tiene una delgada cubierta de madera para proteger al tirador del calor generado por el lanzamiento de la granada. La cubierta de madera también hace que el arma sea más sencilla de emplear en condiciones de extremo frío.La longitud total del arma con la granada montada es de 120 cm y pesa 4,48 kg. Para apuntarlo se utiliza un alza y un punto de mira muy sencillos.
El RPG-2 solamente empleaba un modelo de granada, la PG-2 HEAT. Su carga propulsora consistía en pólvora granulada contenida dentro de un tubo de cartón encerado, que debía acoplarse a la granada antes de lanzarla. Una vez acoplada la carga propulsora a la granada, esta era insertada en el lanzador desde el frente. Un resalte en el cuerpo de la granada encajaba en un entalle del tubo, alineando el fulminante de la carga propulsora con el percutor y el martillo del mecanismo de disparo. Para disparar el RPG-2, el granadero amartillaba un martillo externo con su pulgar, apuntaba el lanzador y apretaba el gatillo. Cuando la granada era lanzada, de su cuerpo se desplegaban seis aletas estabilizadoras.
El arma era precisa contra blancos estacionarios hasta 150 m y contra blancos en movimiento a distancias inferiores a 100 m. Tenía una velocidad en boca de 84 m/s y podía penetrar blindajes de hasta 180 mm de espesor.

## Variantes
Las principales variantes del RPG-2 son:
- P-27 Pancerovoka (República Checa)
- M57(Yugoslavia)
- B-40 y B-50 (Vietnam, Camboya)
- PG-7 (Egipto)
- RPG Tipo 56 (China)

## Usuarios
- Alemania Oriental
- Birmania
- Camboya[2]
- China: copiado por el Ejército Popular de Liberación (EPL) como el RPG Tipo 56; fue reemplazado por el RPG Tipo 69.
- Corea del Norte
- Egipto
- Hungría[3]
- Laos
- Libia
- Mongolia
- Polonia
- Macedonia del Norte
- Rodesia[4]
- Siria[5]
- Somalia
- Somalilandia
- Tailandia: empleado en pequeñas cantidades, principalmente por el Thahan Phran.
- Unión Soviética
- Vietnam:[6] Designado como B-40 en servicio norvietnamita.
- Yugoslavia

### Movimientos guerrilleros
- : Empleado por el  Frente de Liberación Nacional Moro
- Empleado por el Ejército Revolucionario del Pueblo en el asesinato de Anastasio Somoza en Asunción del Paraguay.[7]